# Kazuyoshi Nakamura
Kazuyoshi Nakamura (jap. 中村 一義, Nakamura Kazuyoshi; * 8. April 1955 in Fujieda) ist ein ehemaliger japanischer Fußballspieler.

## Nationalmannschaft
1979 debütierte Nakamura für die japanische Fußballnationalmannschaft. Nakamura bestritt fünf Länderspiele und erzielte dabei ein Tor.